# Luis del Sol
Luis del Sol Cascajares (Arcos de Jalón, 6 april 1935 – Sevilla, 20 juni 2021) was een Spaans voetballer. Hij speelde als aanvallende middenvelder en Del Sol had als bijnamen Cepillito en Siete Pulmones (Zeven Longen).

## Clubvoetbal
Del Sol verhuisde op een leeftijd van twee maanden naar Sevilla en in deze stad begon hij in 1954 als profvoetballer bij Real Betis na eerder bij amateurclub Ferroviarios te hebben gespeeld. In 1960 werd hij gecontracteerd door Real Madrid, waarmee de middenvelder in hetzelfde de Europa Cup I en de Intercontinental Cup won. Daarna won hij met Los Merengues nog de Spaanse landstitel in 1961 en 1962. In 1962 vertrok Del Sol naar Italië, waar hij bij Juventus (1962-1970) en AS Roma (1970-1972) speelde. Met Juventus won de middenvelder de Coppa Italia (1965) en de Italiaanse landstitel(1967). Bij AS Roma was Del Sol enige tijd aanvoerder. In het seizoen 1972/1973 beëindigde hij bij Real Betis zijn loopbaan als voetballer.

## Spaans elftal
Del Sol speelde 16 interlands voor Spanje waarin hij drie doelpunten maakte. Hij maakte zijn debuut op 15 mei 1960 tegen Engeland. De middenvelder werd in 1964 met Spanje Europees kampioen tijdens het EK in eigen land. Op het WK 1962 in Chili en het WK 1966 in Engeland kon Del Sol met Spanje al na de eerste ronde naar huis. Op 15 juli 1966 speelde hij op het WK tegen Zwitserland zijn laatste interland.